# Acidente do Northrop N-9M em 2019
Em 22 de abril de 2019, uma aeronave Northrop N-9MB caiu em Norco, Califórnia, Estados Unidos, matando o piloto. A aeronave foi a última sobrevivente de quatro construídas. Foi destruído em um incêndio pós-acidente.

## Acidente
Pouco depois da decolagem do aeroporto de Chino, a aeronave teria colidido com o solo do California Rehabilitation Center, Norco, Califórnia, às 12:10, horário local. A aeronave foi relatada como tendo sofrido danos substanciais em um incêndio pós-acidente. Embora o piloto tenha morrido, não foram registradas vítimas no solo.

## Aeronave
A aeronave envolvida era o Northrop N-9MB, o único Northrop N-9M remanescente, com o prefixo N9MB. Um dos quatro construídos, foi operado pelo Museu Aéreo Planes of Fame, em Chino, Califórnia.

## Investigação
O Conselho Nacional de Segurança nos Transportes abriu uma investigação sob o número de acidente WPR19FA118 sobre o acidente.